# Nosie Katzmann

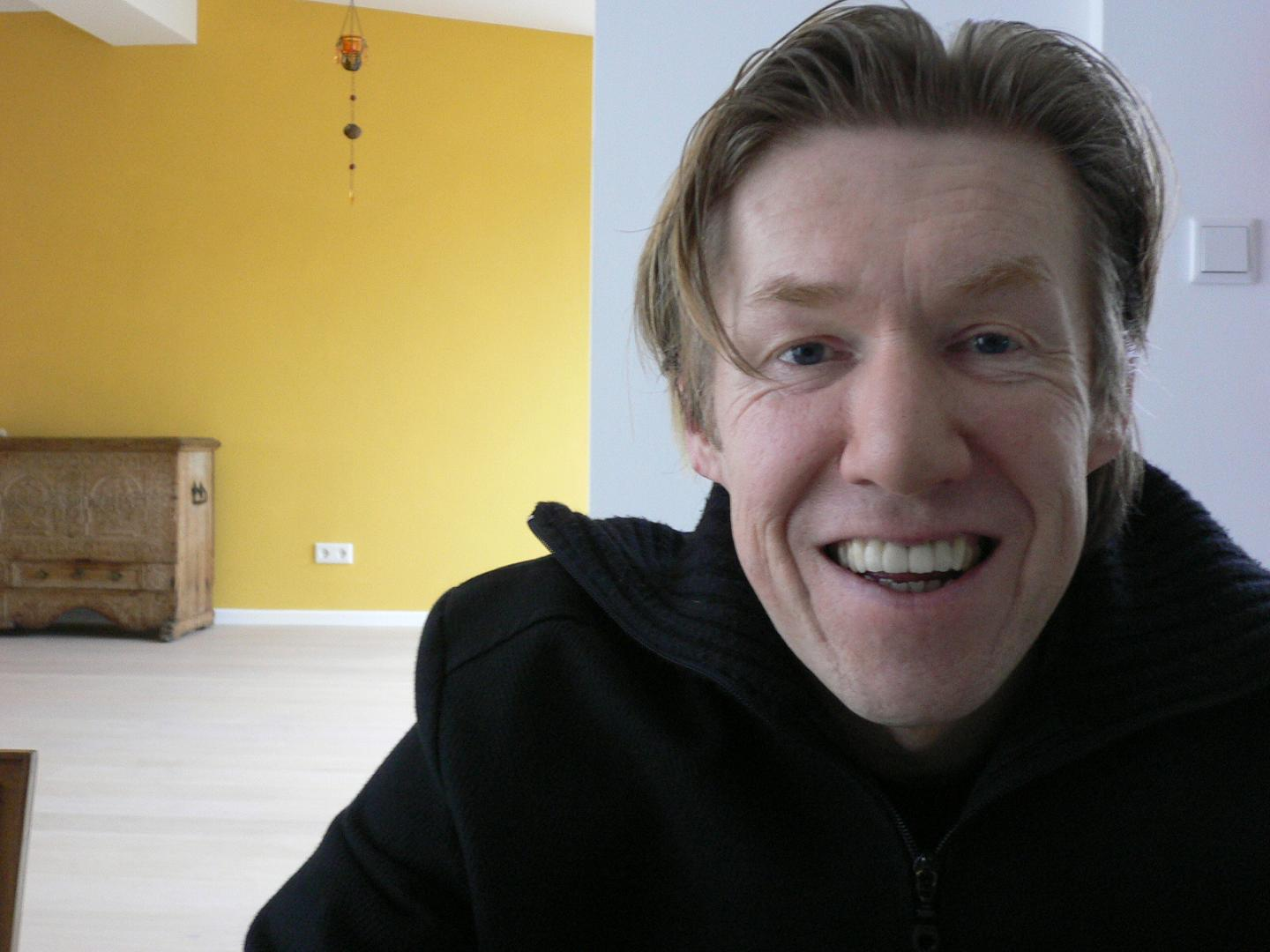
Nosie Katzmann in Potsdam (2007)

Jürgen „Nosie“ Katzmann (* 1959 in Bad Neustadt an der Saale) ist ein deutscher Musikproduzent.
Er war in den 1990er Jahren mit mehreren Eurodance-Projekten wie Culture Beat oder Captain Hollywood Project erfolgreich, für die er Hits wie Mr. Vain oder More and More und viele andere schrieb.

## Werdegang
Nosie Katzmann trat Anfang 1989 erstmals an die musikalische Öffentlichkeit mit der Veröffentlichung der Single Change/Shake it seiner damaligen Band Pirates Of Pop auf ZYX. Vor dieser Veröffentlichung war er im Rhein-Main-Gebiet eine lokale Größe als Sänger und Frontmann diverser Bands, wie zum Beispiel The Balloons, Head over Heels und Pill and the Baby Boom. Er arbeitete mit Musikern und Produzenten wie Edo Zanki, Curt Cress oder Enrico Zabler zusammen, jedoch ohne eigenen Plattenvertrag.
1989 brachte die Darmstädter Formation Out of the Ordinary ihre erste Single beim gleichen Label ZYX wie Katzmanns Pirates of Pop auf den Markt. Während die Single von Pirates of Pop floppte, wurde Out of the Ordinary ein Clubhit. Katzmann und die Macher hinter Out of the Ordinary, Torsten Fenslau und Jens Zimmermann, freundeten sich an und beschlossen, gemeinsam einen Titel aufzunehmen. Dieser Titel Alone It's Me avancierte binnen kürzester Zeit ebenfalls zu einem Clubhit und trug zum Erfolg Fenslaus bei. Schon die nächste gemeinsame Veröffentlichung Der Erdbeermund, diesmal unter dem Namen Culture Beat, wurde nicht nur zu einem internationalen Clubhit, sondern auch zum ersten großen Charthit des Trios Fenslau/Zimmermann/Katzmann. Sie gründeten gemeinsam den Musikverlag Get into Magic und hatten in den folgenden Jahren eine ganze Reihe von gemeinsamen internationalen Erfolgen (unter anderem I Like You und No Deeper Meaning)
Ende 1992 stieg Jens Zimmermann bei Culture Beat aus und Torsten Fenslau bat Katzmann um eine Zusammenarbeit für das anstehende Culture-Beat-Album Serenity, das er mit seinem neuen Produzentenpartner Peter Zweier aufnehmen wollte. Katzmann lieferte die Songs, Fenslau/Zweier die Playbacks und die Beats. Das Ergebnis war Culture Beats Mr. Vain, ein Dancehit des Jahres 1993. Das Album Serenity war ebenfalls sehr erfolgreich und konnte mit einer ganzen Reihe weiterer Hits (Anything, Got to Get It, World in Your Hands) aufwarten.
Als es 1993 zu persönlichen und vor allem musikalischen Differenzen kam, trennte man sich und Katzmann begann eine mehrjährige Zusammenarbeit mit dem Rodgauer Produzententeam DMP, mit denen er in den Folgejahren einige internationale Erfolge verbuchen konnte. Schon die ersten beiden Co-Operationen DMP/Katzmann wurden Clubhits, doch die dritte wurde ein Welthit: More and More von Captain Hollywood Project. Damit legte man den Grundstein für eine lange Serie von Hits aus dem Hause DMP/Katzmann für Künstler wie Captain Hollywood Project, LOFT, Intermission und andere (Summer Summer, Piece of My Heart, Hold On etc.).
Katzmann schrieb weitere Hits für Acts wie Jam & Spoon (Right in the Night, Find Me), Scooter (Break It Up) und DJ Bobo (Love Is All Around, Love Is the Price). Ende 1996 zog sich Katzmann aus gesundheitlichen Gründen etwas zurück. Er produzierte sporadisch Künstler wie Gil oder Judy Weiss. Außerhalb des Dancegenres lieh er Alternative-Undergroundtracks seine Stimme (Phonekiller – Bite) und schrieb gelegentlich für befreundete Produzenten. Auf der Basis des Musikverlags Get into Magic gründete Nosie Katzmann Anfang 2008 das Label GIM Records.
Seit September 2015 nimmt er gemeinsam mit dem Gitarristen Stefan Kahne Musik unter dem Namen Kahne Katzmann auf.

## Diskografie
Singles
| 1986–1989 - Listen What Your Girlfriend Says – Balloons - Don’t Talk Too Much to Stangers – Balloons - Wir wollen tanzen – Peter Gleichauf - 1000 Küsse – Peter Gleichauf - Change / Shake It – Pirates Of Pop - Alone (It’s Me) – Abfahrt - Der Erdbeermund – Culture Beat 1990 - I Like You – Culture Beat - Running – Tyrell Corp. 1991 - Tell Me That You Wait – Culture Beat - No Deeper Meaning – Culture Beat - Good Friend – Paris Red - Dancin’ Alone – Daniel Gomez - Two Lonely Hearts – Tears Before Sadness 1992 - Lobe Says Don’t – Hank In Lolas Drugstore - Breakdown – Voyage Sur Vinyl - Come into My Life – Abfahrt - River – Public Art - The Black – ABS - More and More – Captain Hollywood Project 1993 - Temporary Thing – Voyage Sur Vinyl - Honesty – Intermission - Piece of My Heart – \|Intermission - Only with You – Captain Hollywood Project - All I Want – Captain Hollywood Project - Impossible – Captain Hollywood Project - Mr. Vain – Culture Beat - Got to Get It – Culture Beat - Show Me – Kim Sanders - Summer Summer – Loft - Right in the Night – Jam & Spoon - Touch – Ray Dante - Hold On – Leon - Heaven (My Mind Is a Playground) – Tully Hoo - Next Time (I Promise) – Flame - Anything – Culture Beat - Tell Me That You Want Me – Kim Sanders - Hold On – Loft 1994 - Nani Nani – Kima - Party of One – Natascha Wright - Sell Me Your Secrets – Vanilla - World in Your Hands – Culture Beat - The Colour of My Dreams – B.G. The Prince of Rap - Find Me – Jam & Spoon - Wake the World – Loft - Rock a Bit – B.G. The Prince of Rap - Ride – Kim Sanders - You Better Run – Dark A.T.8 - How Can I – Men Behind - The Reason Is You – Nina - Nimm’N – Clubfish - Luck – Sin Club - Lovely Lie – Natascha Wright - Machine Gun – Party Nation - Love Is All Around – DJ Bobo - I Didn’t Know What to Expect – Microbots | 1995 - Angel – Jam & Spoon - Little Jesus – Skywalker - Say You Think of Me – Natascha Wright - Until All Your Dreams Come True – Nina - Out of My Head – Steven Levis Project - Free Me – Loft - The Way Love Is – Captain Hollywood Project - Honey – Mike Diehl - Inside Out – Culture Beat - Try a Little Harder – Indian Fire 1996 - Late Night Letter – Affinity 3 - Was guckt’n die – Clubfish - In Her Shoes – Nina - Love Is the Price – DJ Bobo - Jealousy – Kim Sanders - Haus der drei Sonnen – Randell - I Feel It – Coke Head - Take My Hand – Affinity 3 - Man on the Moon (El hombre en la luna) – Raquel - Break It Up – Scooter - Don't Let It Be Me – Scooter 1997 - Call Me – Le Click - Who Wants to Be Your Lover – Jimmy James - Rhythm of Love – Linda M. - The Reason Is You (One on One) – Samantha Fox - Dance the Night Away – Pyromaniacs - Leave in Silence – Scooter - Heaven’s Got to Be Better – Le Click - It Drums – Morrison Long 1998 - Don’t Call It Love – Jam & Spoon - Zum Lachen in den Keller gehen – Tobsucht 1999 - Your Crown – Infernal - Hypothetic – Judy Weiss 2000 - Burning Flame – Krystal 2001 - Be. Angeled – Jam & Spoon - Danger Sign – Captain Hollywood - Beautiful Child – Madelyne - Bite – Phonekiller - Food for Thought – Kim Sanders 2003 - Talk with God – Nathalie Makoma - On Faith – Nathalie Makoma 2004 - Cynical Heart – Jam & Spoon - Butterfly Sign – Jam & Spoon - Mary Jane – Jam & Spoon 2006 - Cosmic Angel – Phonekiller 2008 - Greatest Hits 1 – Nosie Katzmann 2010 - Greatest Hits 2 – Nosie Katzmann 2014 - Katzmann – Nosie Katzmann 2016 - Honey & Sugar – Kahne Katzmann 2018 - I See Signs – Kahne Katzmann |